# Недељник
Недељник је часопис који излази сваког четвртка у Републици Србији и представља један од најзначајнијих српских недељних листова. Основан је 28. децембра 2011. године, а његов главни уредник је новинар и публициста Вељко Лалић.

## Редакција
Главни уредник Недељника је Вељко Лалић, а заменик главног и одговорног уредника је Бранко Росић.

### Колумнисти
Стални колумнисти Недељника су новинарка Љиљана Смајловић (председница Суда части Удружења новинара Србије и некадашња главна и одговорна уредница листа „Политика”), главни уредник листа „Данас" Драгољуб Дража Петровић, ванредни професор Филозофског факултета у Београду и историчар Чедомир Антић, новинар и публициста Бранко Росић, Марко Прелић, књижевник Срђан Ваљаревић и Вељко Лалић.

### Стални сарадници
Стални сарадници Недељника су књижевник Мухарем Баздуљ, Чедомир Антић, новинарка Данијела Исаиловић, правник и новинарка Душка Јованић, књижевник Александар Ђуричић и хрватски новинар Дарко Худелист.

## Интервјуи
У готово сваком броју, Недељник доноси општинар интервју.
До сада су објављени велики интервјуи: Џулијана Асанжа, Лех Валенсе, Ноама Чомског, Стива Џобса, Мајкла Блумберга, Карле дел Понте, Френсиса Фукујаме, Петра А. Карађорђевића, Милана Ст. Протића, Миломира Марића, Емира Кустурице, Мирослава Мишковића, Војислава Шешеља, владике Григорија, Мата Мештровића (сина југословенског вајара Ивана Мештровића), Горана Живаљевића, Драгана Бујошевића, проф. др Иванке Поповић, Љубивоја Тадића, Жељка Обрадовића, Душана Ивковића, Предрага Даниловића, Влада Дивца, Александра Саше Ђорђевића, Жарка Паспаља...

## Контроверзе
Недељник је у октобру 2016. г. објавио број с насловном страном „Извињавам се Србији” (због НАТО агресије на СРЈ) у којој је био наводни интервју тренутног председника САД Доналда Трампа (у јеку председничке кампање за изборе који су се одржали месец дана касније, на којима је Трамп победио). Међутим, за тај интервју се се званично испоставило да је измишљен и у потпуности лажан.

## Публикације

### Историја Републике Српске
Недељник је 2016. године, издао књигу Историја Републике Српске, аутора Чедомира Антића и Ненада Кецмановића.
Преговор је написао проф. др Дарко Танасковић, а рецензенти су уз њега били др Алекса Буха и др Предраг Ј. Марковић.
Сарадници на настанку књиге су били др Владе Симић, др Немања Девић, др Петар Ристановић, Вукашин Неимаревић, Давор Стрика, Стефан Благић и Наташа Кецман.

### Историографска издања
Недељник је издао три серијала ауторских књига из области историографије.

#### Немањићи - људи свога времена
Едиција књига Немањићи - људи свога времена је излазила 2018. године, а свака књига је штампана у 23.000 примерака:
1. Прве српске династије, Предраг Коматина;
2. Стефан Немања - утемељење династичког легитимитета, Милена Рапајић;
3. Стефан Немањић - Првовенчани краљ, Ивана Коматина;
4. Краљ Милутин - бракови као средство дипломатије, Милена Рапајић;
5. Цар Стефан Душан - највећи успон српске средњовековне државе, Коста Николић;
6. Време празника и доколице у Србији Немањића, Станоје Бојанин.

#### Карађорђевићи, владари и ратници
Едиција књига Карађорђевићи, владари и ратници је излазила 2018. године, а свака књига је штампана у 23.000 примерака:
1. Династија Карађорђевић и утемељење модерне Србије, Радош Љушић;
2. Карађорђе, вожд народа српског, Радош Љушић;
3. Александар Карађорђевић, кнез у сенци историје, Небојша Јовановић;
4. Краљ Петар Први, ослободилац у доба српске одисеје, Чедомир Антић;
5. Краљ Александар, победник, ујединитељ, трагичар, Чедомир Антић;
6. Петар Други, краљ у изгнанству, Душан Бабац.

#### Велике биографије: политичари и револуционари
Едиција књига Велике биографије: политичари и револуционари је излазила 2020. године:
1. Јосип Броз Тито: самоубиство Југославије, Зоран Пановић;
2. Милан Стојадиновић: Економски реформатор или профашистички премијер, Вељко Лалић;
3. Милован Ђилас: Анатомија једног дисидента, Марко Прелевић;
4. Александар Ранковић: Српски мит, југословенска трагедија, Вељко Миладиновић;
5. Драгољуб Дража Михаиловић: Издани савезник, ђенерал у архивима ЦИА, Душан Телесковић.

#### Велике биографије: Најконтроверзније личности
Едиција књига Велике биографије: Најконтроверзније личности је излазила 2020. године:
1. Душко Попов: Авантуре правог Џејмса Бонда, Душка Јовановић;
2. Стевица Марковић: Највећа прича о првом мангупу Београда и Југославије, Бранко Росић.
3. Драги Јовановић: Живот и злочини српског Хувера, Вељко Лалић.

## Додаци

### 
Додатак  излази сваког другог четвртка уз Недељник, а његов уредник је Том Брејди.

### Le Monde diplomatique
Додатак  излази сваког трећег четвртка уз Недељник. Главни и одговорни уредник је Ивица Младеновић.